# Lorenzo Gicca Palli
Lorenzo Gicca Palli (Roma, 1929 – Roma, 1997) è stato uno sceneggiatore e regista italiano.
Ha spesso usato lo pseudonimo di Vincent Thomas.

## Filmografia

### Regista e sceneggiatore
- Giorni di sangue (1968)
- Il corsaro nero (1971, con il nome Vincent Thomas)
- Il venditore di morte (1971, con il nome Vincent Thomas)
- Liebes Lager (1976, con il nome Vincent Thomas)

### Regista
- Primo tango a Roma - Storia d'amore e d'alchimia (1973, con il nome Vincent Thomas)

### Sceneggiatore
- La strada per Fort Alamo, regia di Mario Bava (1964)
- Una voglia da morire, regia di Duccio Tessari (1965)
- La sfida dei giganti, regia di Maurizio Lucidi (1965)
- Una questione d'onore, regia di Luigi Zampa (1965)
- Delitto quasi perfetto, regia di Mario Camerini (1966)
- È mezzanotte... butta giù il cadavere, regia di Guido Zurli (1966)
- Killer calibro 32, regia di Alfonso Brescia (1967)
- Silenzio: si uccide, regia di Guido Zurli (1967)
- Thompson 1880, regia di Guido Zurli (1968)
- Testa di sbarco per otto implacabili, regia di Alfonso Brescia (1968)
- La morte sull'alta collina, regia di Fernando Cerchio (1969)
- Uccidete Rommel, regia di Alfonso Brescia (1969)
- La notte dei serpenti, regia di Giulio Petroni (1969)
- Zorro il dominatore, regia di José Luis Merino (1969)
- Zorro, la maschera della vendetta, regia di José Luis Merino (1971)
- La furia dei Kyber, regia di José Luis Merino (1971)
- Il vero e il falso, regia di Eriprando Visconti (1972)

### Attore
- Silenzio: si uccide, regia di Guido Zurli (1967)